# Microsoft Office 2007
Microsoft Office 2007 je inačica Microsoft Office-a koja je prvi put izdana krajem 2006. godine (za tvrtke), dok je za kućne korisnike izdana 30. siječnja 2007., na isti dan kada i Windows Vista.

## Ključne značajke
- Office Fluent
- Nove formate dokumenata, bazirane na kompresiranom XMLu (docx, xlsx, pptx...) koje starije verzije ne mogu čitati.
- Gumb Microsoft Office
- Galerije
- Trenutni pretpregled

## Dizajnerski ciljevi i pristup
- Više naredbi
- Vrpca
- U Office Fluentu, dodana je nova Vrpca — (naredbe u niz kartica).

## Gumb Microsoft Office
- Microsoft Office gumb ima 2 glavne prednosti. Prva, pomaže korisnicima pronaći vrijedne značajke. Druga, pojednostavljuje temeljne scenarije stvaranja.

## Kontekstualne kartice
Lakše nalaženje naredbi.

## Galerije
Galerije jako pojednostavljuje mnoge operacije.

## Trenutni pretpregled
- Prikaz promjene uređivanja ili oblikovanja dok se pomiče pokazivač preko rezultata predstavljenih u Galeriji.

## Servisni paketi
Microsoft Office 2007 Servisni Paket 1 je izdan 11. prosinca 2007. Microsoft je objavio popis promjena Lista. Službena dokumentacija je pokazala da SP1 nije jednostavno rollup od javno objavljenih zakrpa, ali također sadrži 455 popravljenih pogrešaka u cijelom sučelju.
Microsoft Office 2007 Servisni Paket 2 je pušten 28. travnja 2009. Donosi poboljšanu podršku za OpenDocument (ODF), XPS i PDF i ispravlja brojne greške. 
Verzije
- Basic,Office Basic 2007 uključuje:

 Microsoft Office Excel 2007, 
 Microsoft Office Outlook 2007, 
 Microsoft Office Word 2007 
- Home and student,uključuje:

Microsoft Office Excel 2007, 
 Microsoft Office OneNote 2007, 
 Microsoft Office PowerPoint 2007, 
Microsoft Office Word 2007 
- Standard,Office Standard 2007 uključuje:

Microsoft Office Excel 2007, 
Microsoft Office Outlook 2007, 
Microsoft Office PowerPoint 2007, 
Microsoft Office Word 2007 
- Small business, uključuje:

Microsoft Office Accounting Express 20071, 
Microsoft Office Excel 2007, 
Microsoft Office Outlook 2007 with Business Contact Manager, 
Microsoft Office PowerPoint 2007, 
 Microsoft Office Publisher 2007, 
 Microsoft Office Word 2007, 
- Professional,uključuje:

 Microsoft Office Access 2007, 
Microsoft Office Accounting Express 20071, 
Microsoft Office Excel 2007, 
Microsoft Office Outlook 2007 with Business Contact Manager 
Microsoft Office PowerPoint 2007, 
Microsoft Office Publisher 2007, 
Microsoft Office Word 2007, 
- Ultimate, uključuje,

 Microsoft Office Word 2007, 
Microsoft Office Excel 2007, 
Microsoft Office PowerPoint 2007, 
Microsoft Office Outlook 2007 with Business Contact Manager, 
Microsoft Office Access 2007, 
Microsoft Office Publisher 2007, 
Microsoft Office OneNote 2007, 
Microsoft Office Groove 2007
i  Microsoft Office InfoPath 2007 
- Professional plus, uključuje:

Microsoft Office Access 2007, 
Microsoft Office Communicator 2007, 
Microsoft Office Excel 2007, 
Microsoft Office InfoPath 2007, 
Microsoft Office Outlook 2007, 
Microsoft Office PowerPoint 2007, 
Microsoft Office Publisher 2007, 
Microsoft Office Word 2007 
- Enterprise, uključuje:

Microsoft Office Access 2007, 
Microsoft Office Communicator 2007, 
Microsoft Office Excel 2007, 
Microsoft Office Groove 2007, 
Microsoft Office InfoPath 2007, 
Microsoft Office OneNote 2007, 
Microsoft Office Outlook 2007 
Microsoft Office PowerPoint 2007, 
Microsoft Office Publisher 2007, 
Microsoft Office Word 2007 .
1* Accounting Express 2007 dostupan je samo u SAD.